# Deon McCaulay
Deon McCaulay (* 20. September 1987 in Belize City) ist ein belizischer Fußballspieler.

## Vereinskarriere
McCaulay begann seine Karriere in Belize in der Stadt San Ignacio bei Kremandala. Nach weiteren Stationen in der Belize Premier Football League, wechselte er 2008 für kurze Zeit nach Costa Rica zu dem Puntarenas FC. Dort konnte er aber sich nicht durchsetzen und kehrte in sein Heimatland zurück. Beim FC Belize und dem Belize Defence Force FC verbrachte er die nächsten zwei Jahre.
Von 2009 bis 2011 spielte er in Honduras bei Deportes Savio. 2011 kehrte erneut zurück und spielte bei R.G. City Boys United und Belmopan Bandits.
2014 wechselte er zu den Atlanta Silverbacks in die zweite nordamerikanische Liga.

## Nationalmannschaft
McCaulay gab 2007 sein Debüt für die Belizische Fußballnationalmannschaft. Er war Torschützenkönig der Qualifikation zur Fußball-Weltmeisterschaft 2014. Er traf 21 Mal für die Nationalmannschaft und ist damit Rekordtorschütze.